# Gao (Burkina Faso)
Gao ist sowohl eine Gemeinde (französisch commune rurale) als auch ein dasselbe Gebiet umfassendes Departement im westafrikanischen Staat Burkina Faso, in der Region Centre-Ouest und der Provinz Ziro. Die Gemeinde hat in neun Dörfern 19.299 Einwohner.